# 布雷兹加洛沃市镇
布雷兹加洛沃市镇（俄语：Муниципальное образование Брызгаловское）是俄罗斯联邦弗拉基米尔州卡梅什科沃区所属的一个市镇。其下辖有18个居民点，行政中心为卡尔·马克思镇。据2016年统计，该市镇的人口为5289人。